# Pencak silat tại Đại hội Thể thao Đông Nam Á 2023
Pencak silat là một trong những môn thể thao được tranh tài tại Đại hội Thể thao Đông Nam Á 2023 ở Campuchia. Môn Pencak Silat tại SEA Games 32 diễn ra từ ngày 06 tới ngày 12 tháng 05 năm 2023 tại Khu A Trung tâm Hội nghị Chroy Changvar.

## Nội dung thi đấu
Môn Pencak Silat tại SEA Games 32 có tổng cộng 22 nội dung thi đấu: 11 dành cho nam và 5 dành cho nữ.
Dù có tới 16 nội dung thi đấu nhưng Pencak Silat tại SEA Games 31 vẫn gói gọn trong hai nội dung chính: biểu diễn và đối kháng.
- Các nội dung biểu diễn: cá nhân nam, cá nhân nữ, đôi nam, đôi nữ đồng đội nam, đồng đội nữ.
- Các nội dung đối kháng: các võ sĩ sẽ tranh tài ở 10 hạng cân đối kháng (8 hạng cân dành cho nam và 2 hạng cân dành cho nữ).
| TT                                  | Nội dung                            | Hạng cân                            | Nam | Nữ |
| ----------------------------------- | ----------------------------------- | ----------------------------------- | --- | -- |
| 1                                   | TANDING (đối kháng)                 | Hạng U24 (45kg trở xuống)           |     |    |
| 2                                   | TANDING (đối kháng)                 | Hạng A (45-50kg)                    |     |    |
| 3                                   | TANDING (đối kháng)                 | Hạng B (50-55kg)                    |     |    |
| 4                                   | TANDING (đối kháng)                 | Hạng C (55-60kg)                    |     |    |
| 5                                   | TANDING (đối kháng)                 | Hạng D (60-65kg)                    |     |    |
| 6                                   | TANDING (đối kháng)                 | Hạng E (65-70kg)                    |     |    |
| 7                                   | TANDING (đối kháng)                 | Hạng F (70-75kg)                    |     |    |
| 8                                   | TANDING (đối kháng)                 | Hạng G (75-80kg)                    |     |    |
| 9                                   | TANDING (đối kháng)                 | Hạng H (80-85kg)                    |     |    |
| 10                                  | TANDING (đối kháng)                 | Hạng I (85-90kg)                    |     |    |
| Tổng các hạng cân thi đấu đối kháng | Tổng các hạng cân thi đấu đối kháng | Tổng các hạng cân thi đấu đối kháng | 16  | 16 |
| 11                                  | SENI (biểu diễn)                    | Tunggal (đơn)                       | ✔   | ✔  |
| 12                                  | SENI (biểu diễn)                    | Ganda (đôi)                         | ✔   | ✔  |
| 13                                  | SENI (biểu diễn)                    | Regu (đồng đội)                     | ✔   | ✔  |
| Tổng các hạng cân thi đấu biểu diễn | Tổng các hạng cân thi đấu biểu diễn | Tổng các hạng cân thi đấu biểu diễn | 3   | 3  |
| Tổng số các nội dung theo giới tính | Tổng số các nội dung theo giới tính | Tổng số các nội dung theo giới tính | 13  | 9  |
| Tổng số các nội dung thi đấu        | Tổng số các nội dung thi đấu        | Tổng số các nội dung thi đấu        | 22  | 22 |

## Chương trình thi đấu
| Ngày  | Giờ           | Nội dung            | Vòng                           |
| ----- | ------------- | ------------------- | ------------------------------ |
| 06/05 | 10:00 – 17:00 | Seni (biểu diễn)    | Vòng loại, Tứ kết              |
| 07/05 | 09:30 – 17:00 | Seni (biểu diễn)    | Bán kết                        |
| 07/05 | 09:00 – 17:00 | Tanding (đối kháng) | Vòng loại                      |
| 08/05 | 09:30 – 17:00 | Tanding (đối kháng) | Tứ kết                         |
| 08/05 | 09:30 – 17:00 | Seni (biểu diễn)    | Chung kết                      |
| 09/05 | 09:30 – 17:00 | Tanding (đối kháng) | Bán kết                        |
| 10/05 | 09:30 – 17:00 | Tanding (đối kháng) | Chung kết & Lễ trao huy chương |

## Bảng huy chương
| Hạng               | Đoàn               | Vàng | Bạc | Đồng | Tổng số |
| ------------------ | ------------------ | ---- | --- | ---- | ------- |
| 1                  | Indonesia          | 9    | 6   | 1    | 16      |
| 2                  | Malaysia           | 4    | 5   | 4    | 13      |
| 3                  | Việt Nam           | 4    | 1   | 9    | 14      |
| 4                  | Thái Lan           | 2    | 3   | 5    | 10      |
| 4                  | Singapore          | 2    | 3   | 5    | 10      |
| 6                  | Campuchia          | 2    | 0   | 10   | 12      |
| 7                  | Philippines        | 0    | 2   | 8    | 10      |
| 8                  | Brunei             | 0    | 1   | 1    | 2       |
| 9                  | Lào                | 0    | 0   | 1    | 1       |
| Tổng số (9 đơn vị) | Tổng số (9 đơn vị) | 23   | 21  | 44   | 88      |

### Seni (quyền biểu diễn)
| Event        | Vàng                                                                                     | Bạc                                                                                                | Đồng                                                                                                 |
| ------------ | ---------------------------------------------------------------------------------------- | -------------------------------------------------------------------------------------------------- | --- |
| Đơn nam      | Soem Sokdevid · Campuchia                                                                | Muhammad Khairul Shaddad Ardi · Malaysia                                                           | Phạm Hải Tiến · Việt Nam                                                                             |
| Đơn nam      | Soem Sokdevid · Campuchia                                                                | Muhammad Khairul Shaddad Ardi · Malaysia                                                           | Muhammad Iqbal bin Abdul Rahman · Singapore                                                          |
| Đơn nữ       | Puspa Arumsari · Indonesia                                                               | Nur Syafiqah binti Hamzah · Malaysia                                                               | Vương Thị Bình · Việt Nam                                                                            |
| Đơn nữ       | Puspa Arumsari · Indonesia                                                               | Nur Syafiqah binti Hamzah · Malaysia                                                               | Siti Nazurah binte Mohd Yussof · Singapore                                                           |
| Đôi nam      | Malaysia · Muhd Danial Azray Hoorazizan · Muhd Danial Azrol Hoorazizan                   | Philippines · Alfau Jan Esmael Abad · Almohaidib Esmael Abad                                       | Campuchia · Heng Chandy · Loch Oudom                                                                 |
| Đôi nam      | Malaysia · Muhd Danial Azray Hoorazizan · Muhd Danial Azrol Hoorazizan                   | Philippines · Alfau Jan Esmael Abad · Almohaidib Esmael Abad                                       | Việt Nam · Võ Bình Phước · Đào Đức Hùng                                                              |
| Đôi nữ       | Thái Lan · Orawan Choosuwan · Saowanee Chanthamunee                                      | Indonesia · Ririn Rinasih · Riska Hermawan                                                         | Campuchia · Phoen Sreyneang · Son Sothea                                                             |
| Đôi nữ       | Thái Lan · Orawan Choosuwan · Saowanee Chanthamunee                                      | Indonesia · Ririn Rinasih · Riska Hermawan                                                         | Malaysia · Nur Sarafana Hikma Jailani · Nur Shahida Mohd Sharim                                      |
| Đồng đội nam | Indonesia · Anggi Faisal Mubarok · Asep Yuldan Sani · Rano Slamet Nugraha                | Thái Lan · Abdulkarim Koolee · Salwa Cheha · Sobri Cheni                                           | Brunei · Mohd Hazim Ramlee · Muhd Hazim Aqwa Md Iman Safwan · Muhd Ali Saifullah Abdullah Md Suhaimi |
| Đồng đội nam | Indonesia · Anggi Faisal Mubarok · Asep Yuldan Sani · Rano Slamet Nugraha                | Thái Lan · Abdulkarim Koolee · Salwa Cheha · Sobri Cheni                                           | Campuchia · Chea Sarith · Chhuoy Silath · Nok Sokea                                                  |
| Đồng đội nữ  | Singapore · Amirah binte Sahrin · Iffah Batrisyia binte Noh · Nur Ashikin binte Zulkifli | Brunei · Anisah Najihah Abdullah · Norleyermah binti Haji Raya · Nur Wasiqah Aziemah binti Rosihan | Philippines · Franchette Anne Tolentino Elman · Jessapitulah Dela Crus · Shara Julia Jizmundo        |
| Đồng đội nữ  | Singapore · Amirah binte Sahrin · Iffah Batrisyia binte Noh · Nur Ashikin binte Zulkifli | Brunei · Anisah Najihah Abdullah · Norleyermah binti Haji Raya · Nur Wasiqah Aziemah binti Rosihan | Campuchia · By Siv Chheng · Chun Reaksa · Ham Dalin                                                  |

### Tanding (đối kháng)

#### Nam
| Event              | Vàng                                         | Bạc                                              | Đồng                                        |
| ------------------ | -------------------------------------------- | ------------------------------------------------ | ------------------------------------------- |
| Class U45 (–45 kg) | Non Sromoachkroham · Campuchia               | Bayu Lesmana · Indonesia                         | Muhammad Khairul Shaddad Ardi · Malaysia    |
| Class U45 (–45 kg) | Non Sromoachkroham · Campuchia               | Bayu Lesmana · Indonesia                         | Dhani Andika Bin Razali · Singapore         |
| Class A (45–50kg)  | Khoirudin Mustakim · Indonesia               | Dines Dasig Dumaan · Philippines                 | Vorn Soksreymompisal · Campuchia            |
| Class A (45–50kg)  | Khoirudin Mustakim · Indonesia               | Dines Dasig Dumaan · Philippines                 | Bùi Văn Thống · Việt Nam                    |
| Class B (50–55kg)  | Muhammad Zaki Zikrillah Prasong · Indonesia  | Sarayut Srakaew · Thái Lan                       | Chhim Rachhat · Campuchia                   |
| Class B (50–55kg)  | Muhammad Zaki Zikrillah Prasong · Indonesia  | Sarayut Srakaew · Thái Lan                       | Nguyễn Thế Vũ · Việt Nam                    |
| Class C (55–60kg)  | Phiraphon Mitthasan · Thái Lan               | Muhamad Yachser Arafa · Indonesia                | Vũ Văn Kiên · Việt Nam                      |
| Class C (55–60kg)  | Phiraphon Mitthasan · Thái Lan               | Muhamad Yachser Arafa · Indonesia                | Gregmart Nova Benitez · Philippines         |
| Class D (60–65kg)  | Muhammad Izzul Irfan Bin Marzuki · Malaysia  | Kadek Andrey Nova Prayada · Indonesia            | Denmark Bangoy Abdurasad · Philippines      |
| Class D (60–65kg)  | Muhammad Izzul Irfan Bin Marzuki · Malaysia  | Kadek Andrey Nova Prayada · Indonesia            | At Chandy · Campuchia                       |
| Class E (65–70kg)  | Tito Hendra Septia Kurnia · Indonesia        | Pornteb Pholkaew · Thái Lan                      | Ian Christopher Canonigo Calo · Philippines |
| Class E (65–70kg)  | Tito Hendra Septia Kurnia · Indonesia        | Pornteb Pholkaew · Thái Lan                      | Phạm Tuấn Anh · Việt Nam                    |
| Class F (70–75kg)  | Iqbal Candra Pratama · Indonesia             | Mohd Shahrul Zeckry Sulaiman · Malaysia          | Vũ Đức Hùng · Việt Nam                      |
| Class F (70–75kg)  | Iqbal Candra Pratama · Indonesia             | Mohd Shahrul Zeckry Sulaiman · Malaysia          | Aekarat Maehchi · Thái Lan                  |
| Class G (75–80kg)  | Nguyễn Tấn Sang · Việt Nam                   | Sheik Ferdous Bin Sheik Alau'ddin · Singapore    | Afiq Aniq Fazly · Malaysia                  |
| Class G (75–80kg)  | Nguyễn Tấn Sang · Việt Nam                   | Sheik Ferdous Bin Sheik Alau'ddin · Singapore    | Suthat Bunchit · Thái Lan                   |
| Class H (80–85kg)  | Nguyễn Duy Tuyến · Việt Nam                  | Muhammad Nurshahfareeq Bin Shahrudin · Singapore | Pimpirat Tonkhieo · Thái Lan                |
| Class H (80–85kg)  | Nguyễn Duy Tuyến · Việt Nam                  | Muhammad Nurshahfareeq Bin Shahrudin · Singapore | Joash Mariño Cantoria · Philippines         |
| Class I (85–90kg)  | Sheik Farhan Bin Sheik Alau'ddin · Singapore | Muhammad Robial Bin Sobri · Malaysia             | Saranon Glompan · Thái Lan                  |
| Class I (85–90kg)  | Sheik Farhan Bin Sheik Alau'ddin · Singapore | Muhammad Robial Bin Sobri · Malaysia             | Ronaldo Neno · Indonesia                    |

#### Nữ
| Event             | Vàng                            | Bạc                                 | Đồng                                         |
| ----------------- | ------------------------------- | ----------------------------------- | -------------------------------------------- |
| Class U45 (–45kg) | Norsyakirah Muksin · Malaysia   | Suci Wulandari · Indonesia          | Đinh Thị Kim Tuyến · Việt Nam                |
| Class U45 (–45kg) | Norsyakirah Muksin · Malaysia   | Suci Wulandari · Indonesia          | Nur Tuhfah Izzah Binte Md Roslan · Singapore |
| Class A (45–50kg) | Nor Farah Mazlan · Malaysia     | Nadhirah Binte Sahrin · Singapore   | Firdao Duromae · Thái Lan                    |
| Class A (45–50kg) | Nor Farah Mazlan · Malaysia     | Nadhirah Binte Sahrin · Singapore   | Angeline Abordo Virina · Philippines         |
| Class B (50–55kg) | Safira Dwi Meilani · Indonesia  | không trao huy chương               | Nur Syazeera Hidayah Binti Idris · Malaysia  |
| Class B (50–55kg) | Nguyễn Hoàng Hồng Ân · Việt Nam | không trao huy chương               | Ladda Phongsa · Lào                          |
| Class C (55–60kg) | Jeni Elvis Kause · Indonesia    | Nguyễn Thị Cẩm Nhi · Việt Nam       | Rogielyn Adan Parado · Philippines           |
| Class C (55–60kg) | Jeni Elvis Kause · Indonesia    | Nguyễn Thị Cẩm Nhi · Việt Nam       | Sotheara Chourn · Campuchia                  |
| Class D (60–65kg) | Atifa Fismawati · Indonesia     | Siti Shazwana Binti Ajak · Malaysia | Angel-Ann Badajos Singh · Philippines        |
| Class D (60–65kg) | Atifa Fismawati · Indonesia     | Siti Shazwana Binti Ajak · Malaysia | Phyrom Moniroth · Campuchia                  |
| Class E (65–70kg) | Quàng Thị Thu Nghĩa · Việt Nam  | Nia Larasati · Indonesia            | Vanita Kun · Campuchia                       |
| Class E (65–70kg) | Quàng Thị Thu Nghĩa · Việt Nam  | Nia Larasati · Indonesia            | Nurul Suhaila · Singapore                    |